# Bigga (Einheit)
Das (der) Bigga, auch  Biggah, war eine ostindische Flächeneinheit und Feldmaß und galt im Großraum Kalkutta und in Bengalen.
- 1 Bigga = 1358 Quadratmeter
- 1 Bigga = 20 Cottas = 80 Pahahs = 320 Chattacks[2] = 6400 Quadrat-Hauts (Hauts/Cubits = 0,45719 Meter) = 13,37755 Ar[1]
- 1 Chattack rechnete man mit 5 Covits Länge mal 4 Covits Breite[3]
- 40 Bigga = 1 Cawney